# Condado de Włocławek
Condado de Włocławek (polaco: powiat włocławski) é um powiat (condado) da Polónia, na voivodia da Cujávia-Pomerânia. A sede do condado é a cidade de Włocławek. Estende-se por uma área de 1472,34 km², com 85 514 habitantes, segundo o censo de 2005, com uma densidade de 58,08 hab/km².

## Divisões admistrativas
O condado possui:
Comunas urbanas: Kowal
Comunas urbana-rurais: Brześć Kujawski, Chodecz, Izbica Kujawska, Lubień Kujawski, Lubraniec
Comunas rurais: Baruchowo, Boniewo, Choceń, Fabianki, Kowal, Lubanie, Włocławek
Cidades: Kowal, Brześć Kujawski, Chodecz, Izbica Kujawska, Lubień Kujawski, Lubraniec

## Demografia
População (dados de 30 de Junho de 2005):
|          | Total   | Total | Mulheres | Mulheres | Homens  | Homens |
| -------- | ------- | ----- | -------- | -------- | ------- | ------ |
|          | pessoas | %     | pessoas  | %        | pessoas | %      |
| Total    | 85 514  | 100   | 43 028   | 50,3     | 42 486  | 49,7   |
| Cidades  | 17 292  | 100   | 8993     | 52       | 8299    | 48     |
| Povoados | 68 222  | 100   | 34 035   | 49,9     | 34 187  | 50,1   |